# Tyrinthia lycinella
Tyrinthia lycinella är en skalbaggsart som beskrevs av Bates 1881. Tyrinthia lycinella ingår i släktet Tyrinthia och familjen långhorningar.
Artens utbredningsområde är:
- Costa Rica.
- Honduras.

Inga underarter finns listade i Catalogue of Life.